# Lavinia Fontana
Pour les articles homonymes, voir Fontana.

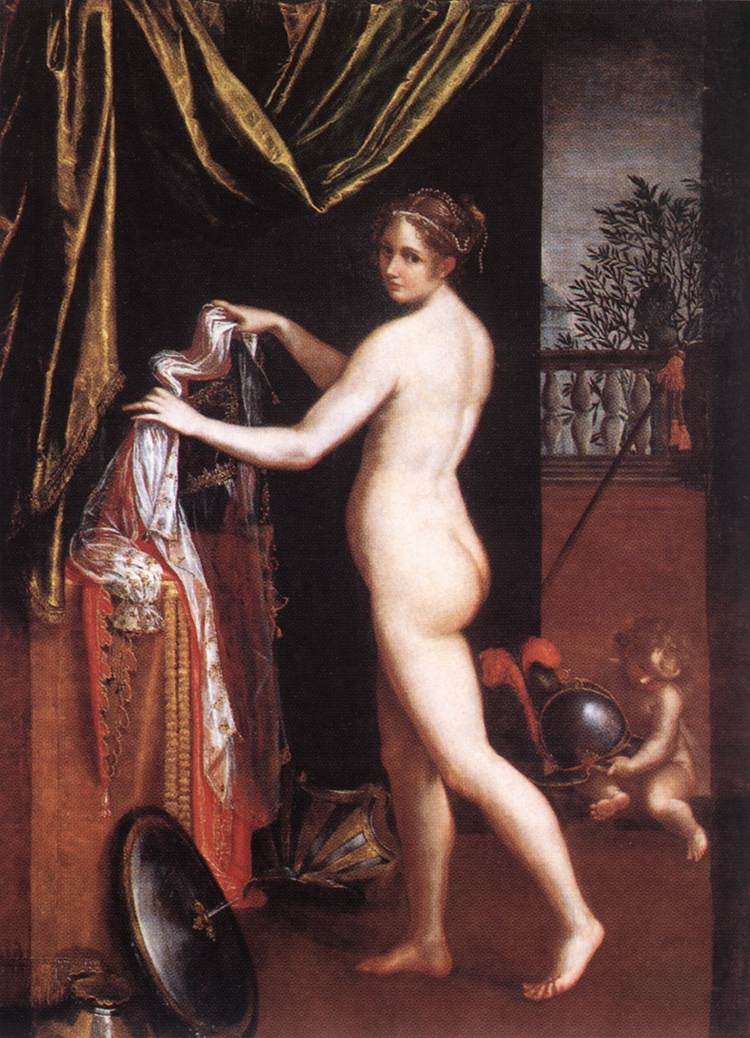
Minerve s'habillant, 1613, Rome, Galerie Borghèse.

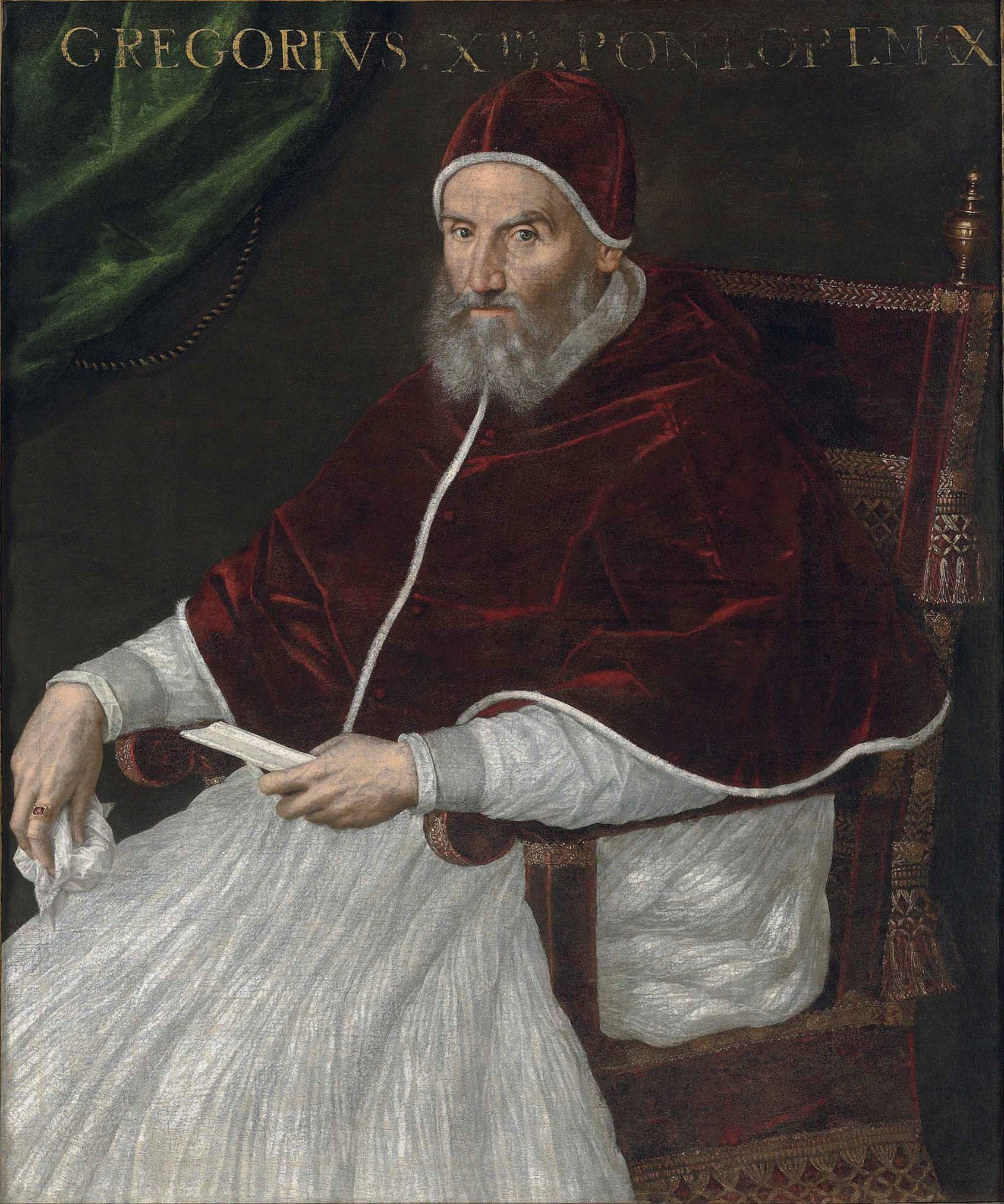
Portrait du pape Grégoire XIII, collection particulière.

Lavinia Fontana, connue aussi sous le nom de Lavinia Zappi, née à Bologne le 24 août 1552 et morte à Rome le 11 août 1614 est l’une des premières artistes femmes de la peinture italienne maniériste de l'école romaine,. Elle est l’une des premières à avoir décroché des commandes d'œuvres publiques à des fins sacrées et profanes.

## Vie de l'artiste

### Enfance et formation
Lavinia Fontana est l'unique enfant de Prospero Fontana, un artiste bolonais, et d'Antonia de Bonardis, qui vient d’une famille qui dirigeait une maison d’édition. Son père est un peintre de la Contre-Réforme très en vogue auprès des papes, notamment le pape Jules III Del Monte. Elle est née en 1552 et fut baptisée dans la cathédrale de Bologne le jour même. Lavinia Fontana se forme dans l'atelier de son père, où elle rencontre les illustres clients de celui-ci, les artistes, les érudits et les mécènes de la ville, comme Ulisse Aldrovandi ou le cardinal Gabriele Paleotti .
Son catalogue comporte à peu près 131 tableaux et dessins.

### Carrière artistique
Elle se consacre, dans un premier temps, à des tableaux de petite dimension répondant à des commandes et à des actes de dévotion privés, tels que Cristo con i simboli della Passione (1576), conservé au musée d'Art d'El Paso.
Portraitiste célèbre dès la fin des années 1580, elle reçoit d'importantes commandes, non seulement de nobles dames mais également d'hommes importants et de lettrés. Les portraits d'humanistes qu'elle réalise entre 1575 et 1585 font preuve d'un rendu psychologique des émotions. Les grandes familles de Bologne lui commandent de grandes compositions (La Famille Gozzadini, 1584).
À Bologne, elle se fait un nom et rejoint l'académie de Sant-Luc, normalement réservée aux peintres hommesde la ville de Rome.
Fontana peint aussi des sujets religieux, petits tableaux de dévotion, grands tableaux d'autels, et son « splendide et atmosphérique » Noli me tangere. Très appréciée du pape Grégoire XIII et sensible à l'idéologie de la Contre-Réforme, elle exécute, en 1584, son premier retable La Madone avec saint Pierre Chrysologue et saint Cassien, une copie de la Vierge immaculée qui se trouvait sur une pilastre, à la demande du conseil d’Imola.
Elle réalise également de nombreux autoportraits. Elle se représente en femme raffinée et noblement vêtue. Elle expérimente des solutions redevables à l’artiste Passerotti ( portraitiste italien très réputé), notamment pour son rendu des gestes et des poses dans l’espace.
À 25 ans, en 1577, Lavinia Fontana épouse un peintre mineur, Gian Paolo Zappi d'Imola, qui arrête sa carrière pour devenir son assistant. Après son père, son mari lui trouve ses commanditaires, diffuse et vend ses œuvres.
En 1577, elle réalise, à l’occasion de son mariage avec Gian Paolo Zappi, son premier autoportrait, sur lequel elle se représente à l’épinette, accompagnée d’une servante ; un chevalet en arrière-plan indique clairement son activité de peintre.
En 1589, elle remporte une commande prestigieuse;  la réalisation d’un tableau destiné à l’autel du panthéon des Infantes du monastère de l’Escurial à Madrid, à la demande du secrétaire du cardinal espagnol Francisco Pacheco.
Vers 1590, elle réalise La Naissance de la vierge. Elle peint essentiellement des saintes. Les études d'après modèle nu sont interdites aux femmes car il est inconvenant, pour une femme, de peindre des hommes.
En 1594, elle fait le portrait d'Antonietta (dite Tognina) Gonsalvus, une jeune fille atteinte d'hypertrichose, une maladie rarissime provoquant une pilosité extrême sur le visage.
En 1600, on lui commande un grand tableau d'autel la Vision de saint Hyacinthe pour l'église Sainte-Sabine de Rome. La commande à une femme d'une œuvre de cette importance déclenche une polémique. Le tableau est cependant un succès à tel point qu'en 1603, elle s'installe à Rome.
Fait encore plus remarquable, elle peint, entre 1585 et 1613, des tableaux mythologiques. Fontana est une des premières femmes peintres à représenter des femmes nues (Minerve s'habillant), acheté à l'artiste ou à ses héritiers par le cardinal Scipione Borghese.
En 1604, le pape Clément VIII la nomme peintre de la cour pour son talent de portraitiste. Elle est élue membre de l'Académie des beaux-arts de Rome.
En 1604, dans le palais du cardinal d'Este, elle réalise le retable (détruit) pour la basilique de Saint-Paul-hors-les-murs, qui n'a aucun succès auprès du public romain. La décoration de la chapelle Rivaldi à Santa Maria della Pace de Rome est l'une de ses dernières œuvres.
Elle meurt à Rome le 11 août 1614et repose aujourd’hui dans l’église dominicaine Saint Marie. Elle sera, entourée de trois enfants survivants sur les onze qu'elle a mis au monde.

## Œuvres

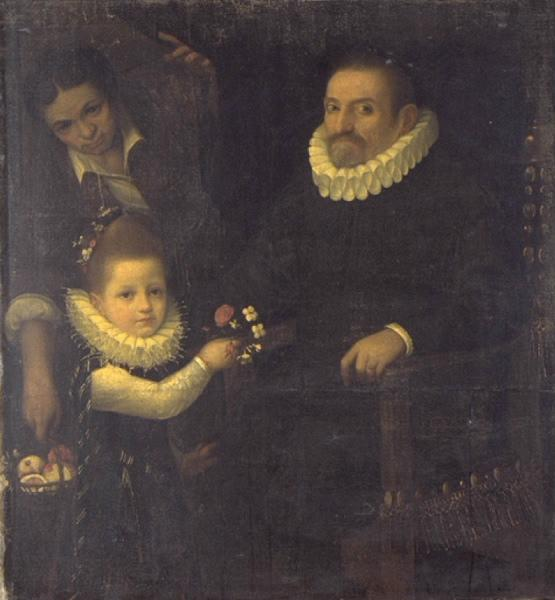
Portrait d'un gentilhomme, sa fille et une servante, fin du XVIe siècle – Musée de la Chartreuse, Douai.

- 1574-1577 : Mariage mystique de sainte Catherine, Musée national du Victoria, Melbourne.
- Vers 1575-1580 : Les Noces de Cana, Getty Center, Los Angeles.
- Vers 1575-1580 : La Présentation de Marie au Temple, Musée des beaux-arts de Montréal, Montréal.
- 1577 : Autoportrait au clavicorde accompagné d'une servante, Accademia Nazionale di San Luca, Rome.
- 1577-1578 : Portrait d'homme assis feuilletant un livre, dit Portrait du sénateur Orsini, musée des Beaux-Arts de Bordeaux[8].
- 1579 : Autoportrait dans l'atelier, galerie des Offices, Florence.
- 1580-1585 : Portrait d'un couple, Cleveland Museum of Art, Cleveland.
- 1581 :
  - Noli me tangere, huile sur toile, 80 × 65 cm, galerie des Offices, Florence.
  - Déposition de Croix[9] (1581), Cornell Fine Arts.
  - Le Christ mort avec les symboles de la Passion, localisation inconnue.
  - La Sainte Famille avec sainte Catherine d'Alexandrie, musée d'Art du comté de Los Angeles, Los Angeles.
- Vers 1583 : Nouveau-né dans un berceau, pinacothèque nationale de Bologne, Bologne.
- 1584 :
  - Assomption de la Vierge avec les saints Pierre Chrysologue et Cassian, Palazzo Comunale, Imola.
  - La Famille Gozzadini, Pinacoteca Nazionale, Bologne.
- Vers 1585 ou 1605 : Cléopâtre l'Alchimiste, Galerie Spada, Rome.
- 1586 : La Présentation au Temple, musée Antoine-Vivenel, Compiègne.
- 1588 : Autoportrait, cuivre, diam. 16 cm, galerie des Offices, Florence.
- 1588-1589 : Portrait de Girolamo Mercuriale[10], Walters Art Museum, Baltimore.
- Vers 1589 : Portrait d'une noble dame, National Museum of Women in the Arts, Washington.
- 1589 : Sainte Famille, Escurial, Madrid.
- 1590 : Adoration des mages, musée Thomas-Henry, Cherbourg-en-Cotentin.
- 1592 : Vénus et Cupidon, musée des Beau-Arts, Rouen.
- Entre 1590 et 1595 : Judith avec la tête d'Holopherne, musée national de Cracovie.
- Vers 1589 : Portrait de Costanza Alidosi, National Museum of Women in the Arts, Washington.
- 1595 : Mars et Vénus, Madrid, Palais de Liria.
- Vers 1595 : Portrait d'Antonietta Gonsalvus, Blois, musée des Beaux-Arts.
- vers 1595 : Portrait d'une dame et son chien[11] (Ginevra Aldrovandi Hercolani) , Walters Art Museum, Baltimore.
- Vers 1595-1600 : Judith avec la tête d'Holopherne, musée Davia Bargellini.
- Vers 1600 : Portrait présumé de Laudomia Gozzadini, Musée des Beaux-Arts et d'Archéologie de Besançon.
- Vers 1600 : La Visite de la reine de Saba à Salomon, Galerie nationale d'Irlande, Dublin.
- Vers 1604-1605 : Portrait de Bianca degli Utili Maselli et de ses enfants, Musées des Beaux-Arts de San Francisco.
- Vers 1605-1610 : La Vierge adorant l'Enfant Jésus dormant, musée des Beaux-Arts, Boston.
- L'Annonciation[12], Walters Art Museum, Baltimore.
- Naissance de la Vierge, Santissima Trinità, Bologne.
- Jésus devant les docteurs, cycle des mystères du Rosaire dans la chapelle du Rosaire de la basilique San Domenico, Bologne.
- Saint François de Paule bénissant un enfant, localisation inconnue.
- Marie-Madeleine, localisation inconnue.
- La Sainte Famille avec saint Jean, localisation inconnue.
- Consécration à la Vierge, pour la chapelle Gnetti, basilique Santa Maria dei Servi, Bologne, conservée au musée des Beaux-Arts de Marseille.
- Saint Jean et l'Apocalypse, Urbino, collection Antonio Moccia di Ferrazzano.
- 1613 : Minerve s'habillant, Galerie Borghèse, Rome.

Œuvres de Lavinia Fontana
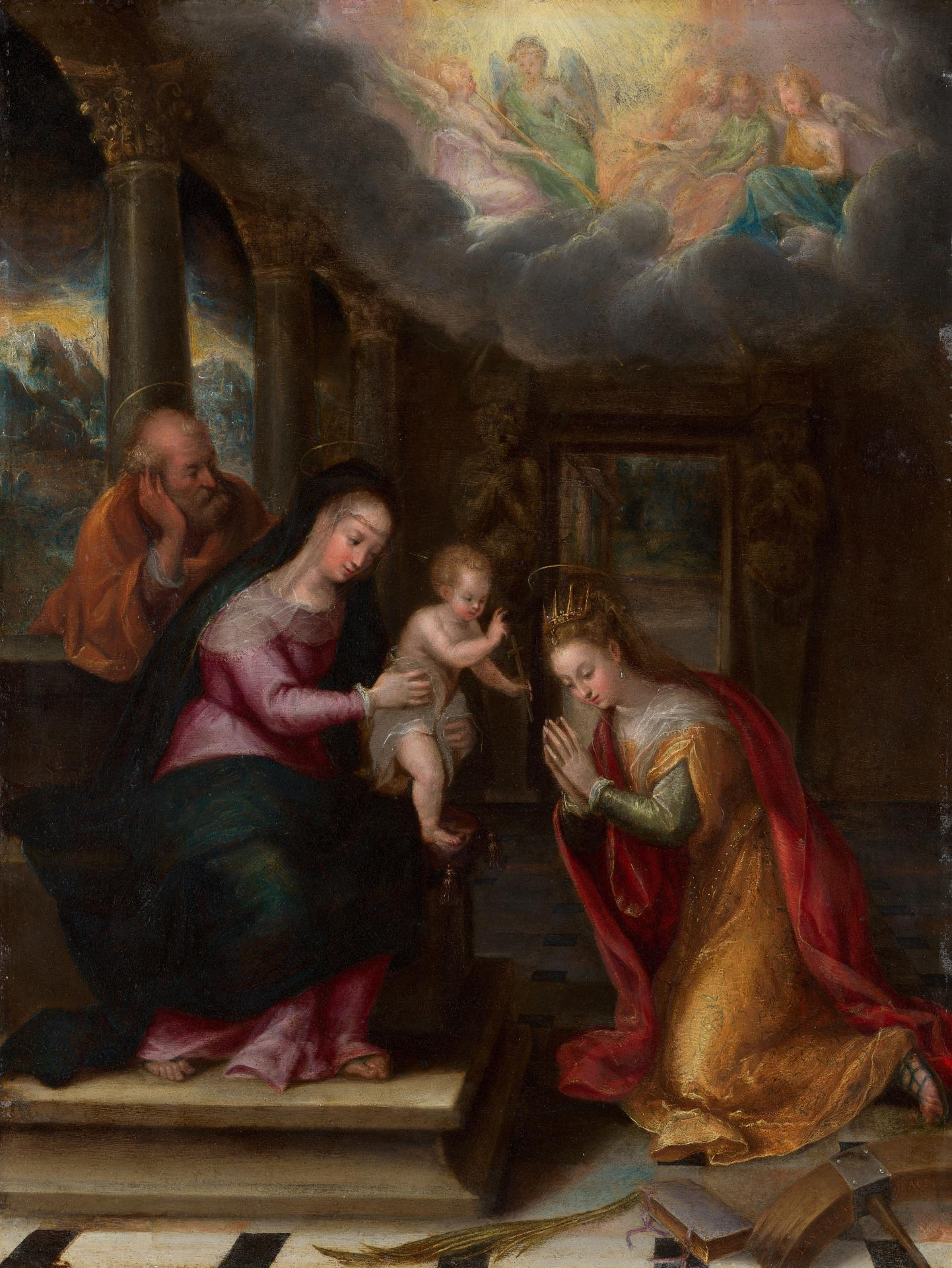
Mariage mystique de sainte Catherine, 1574-1577, Melbourne, Musée national du Victoria.
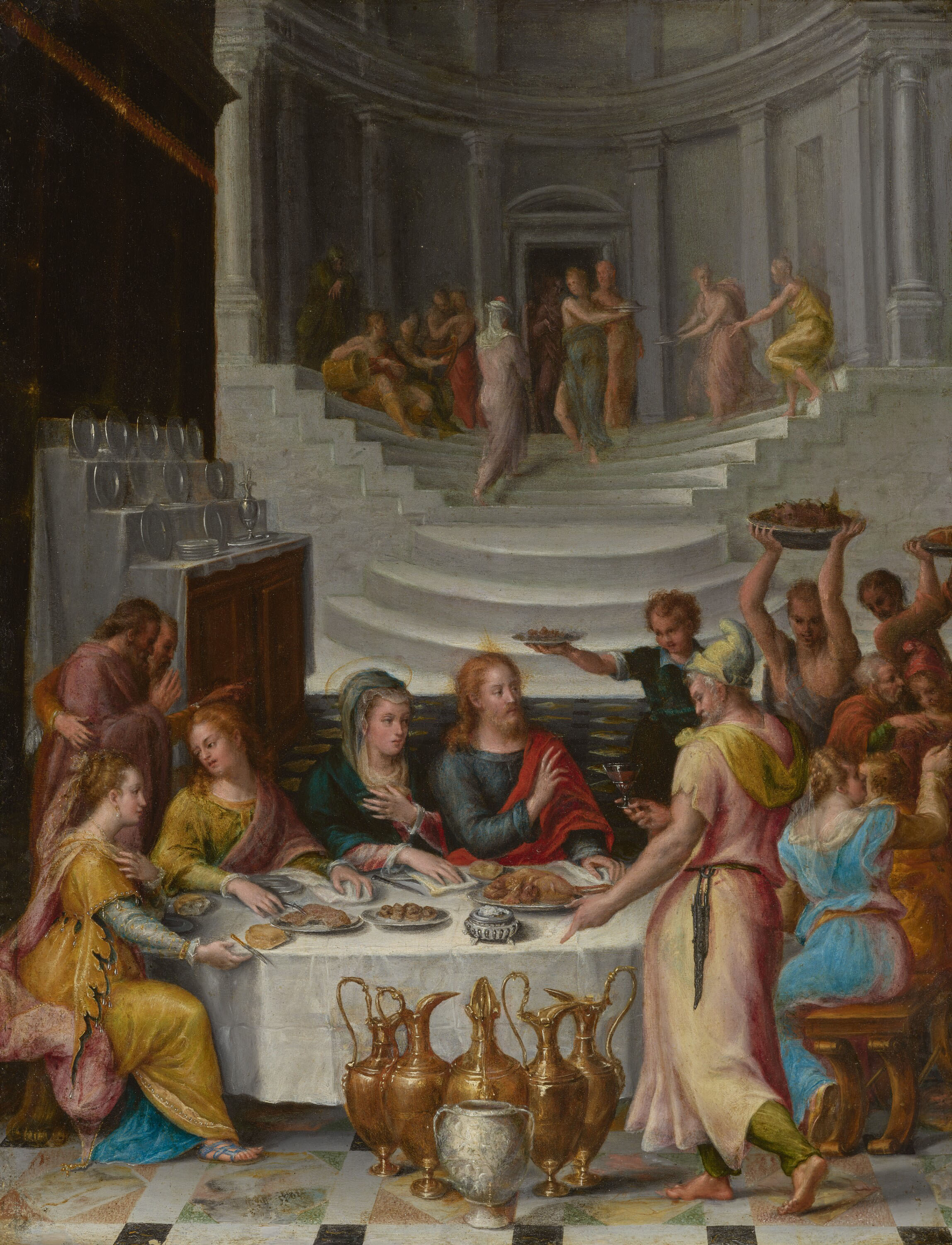
Les Noces de Cana, vers 1575-1580, Los Angeles, J. Paul Getty Museum.
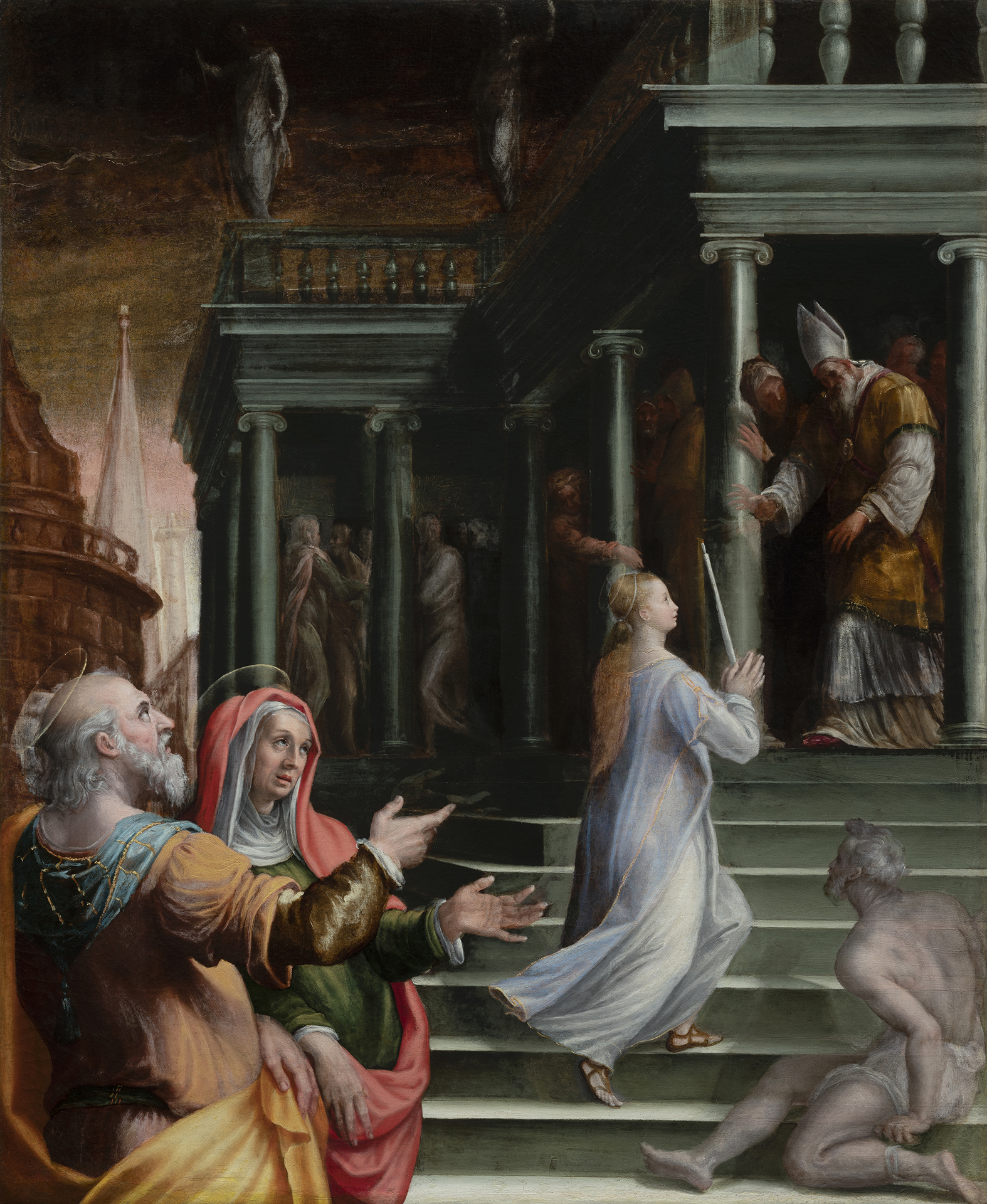
La Présentation de Marie au Temple, vers 1575-1580, Montréal, Musée des beaux-arts de Montréal.
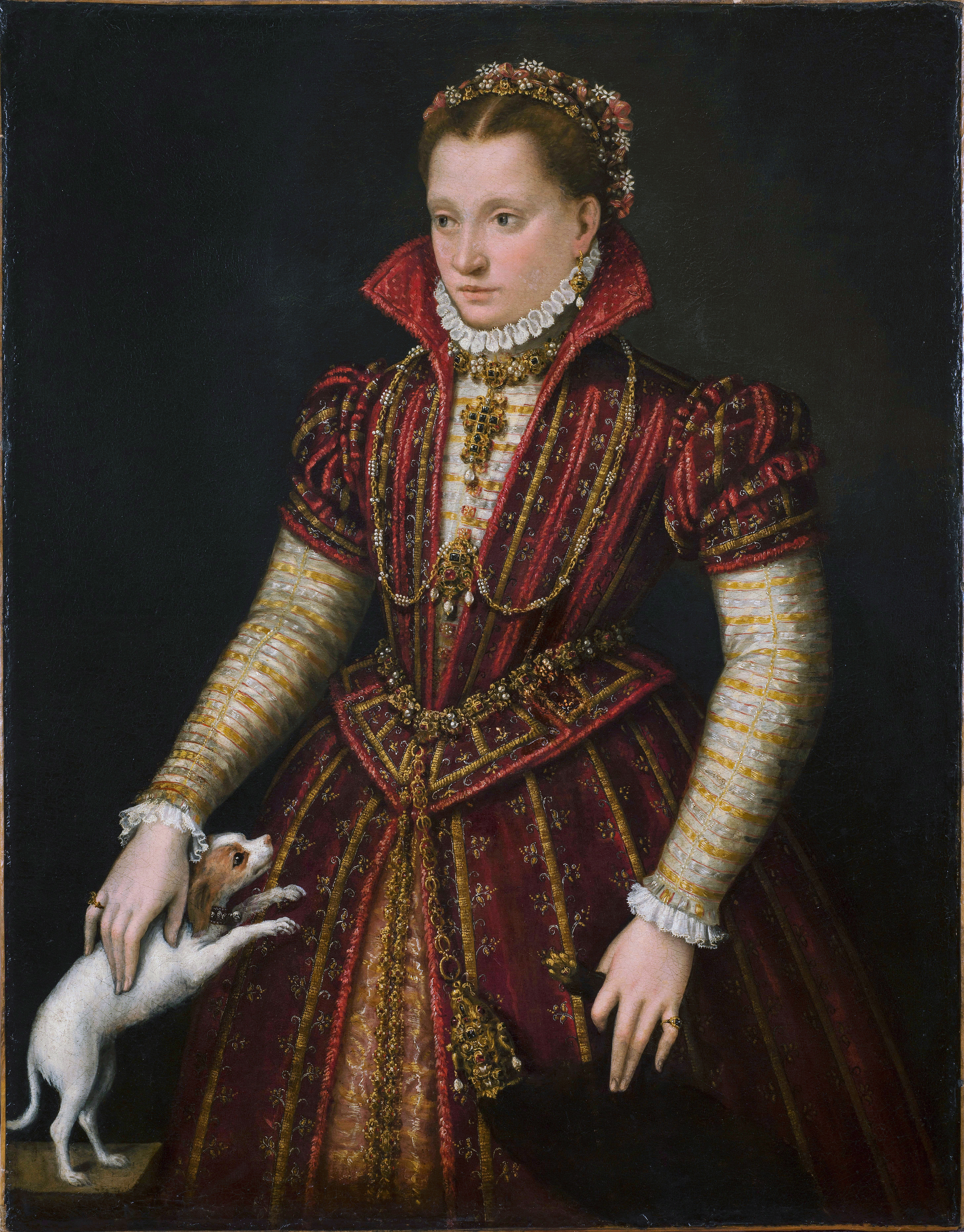
Portrait d'une noble dame, 1580, Washington, National Museum of Women in the Arts.
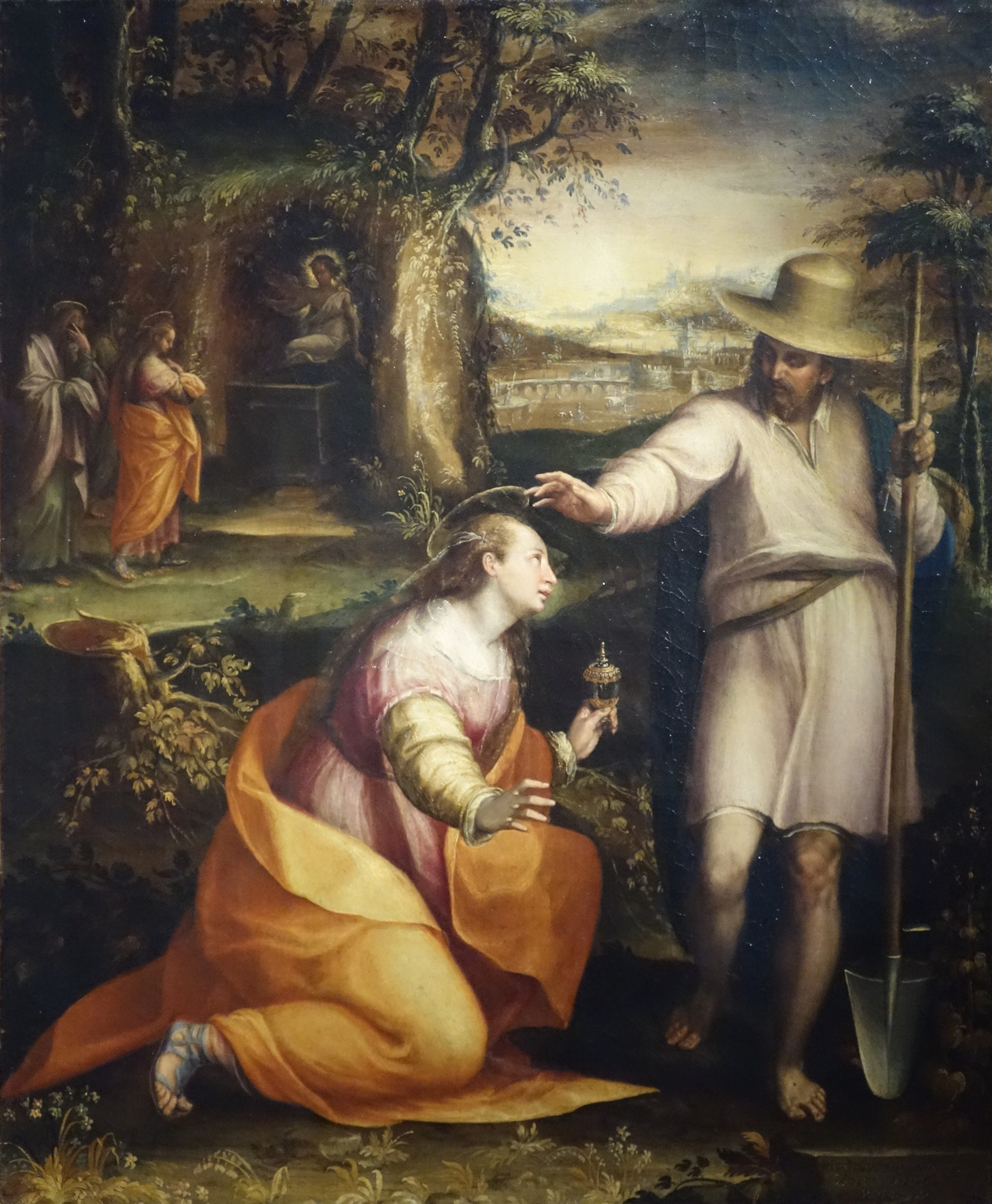
Le Christ apparaît à Marie-Madeleine - « Noli me tangere », 1581, Florence, galerie des Offices.
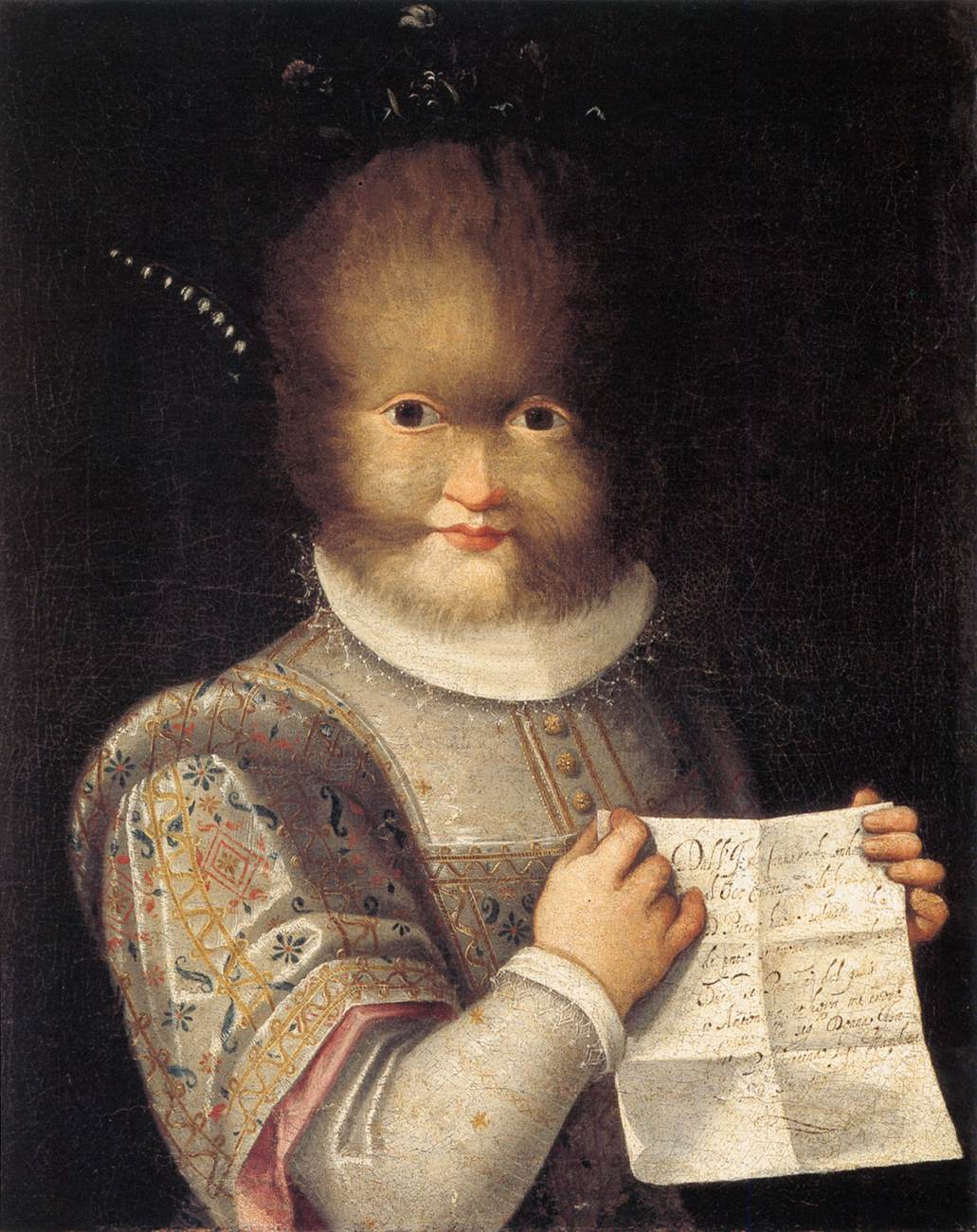
Portrait d'Antonietta Gonsalvus, vers 1594-1595, musée des Beaux-Arts de Blois.
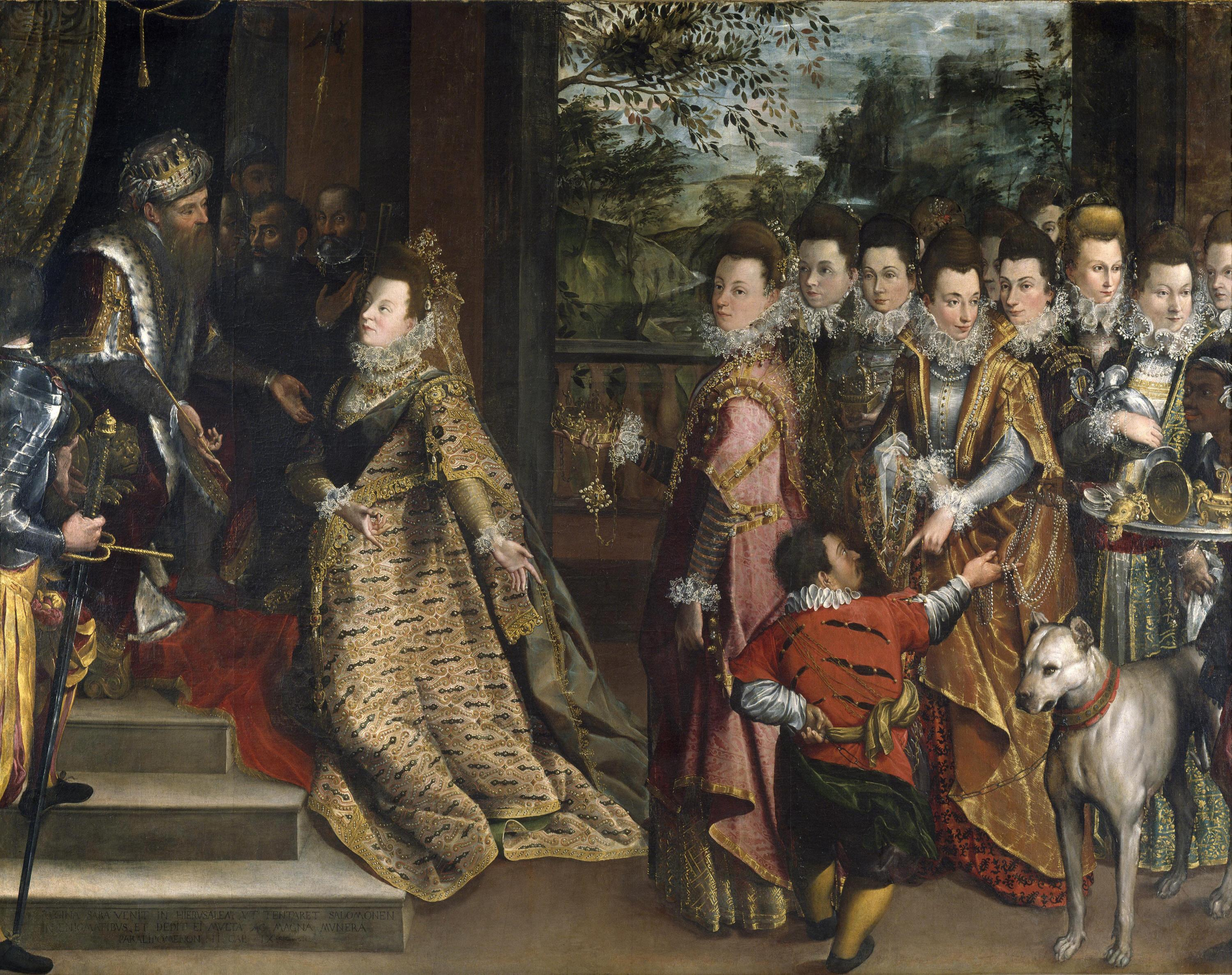
La Visite de la reine de Saba à Salomon, vers 1600, Dublin, Galerie nationale d'Irlande.
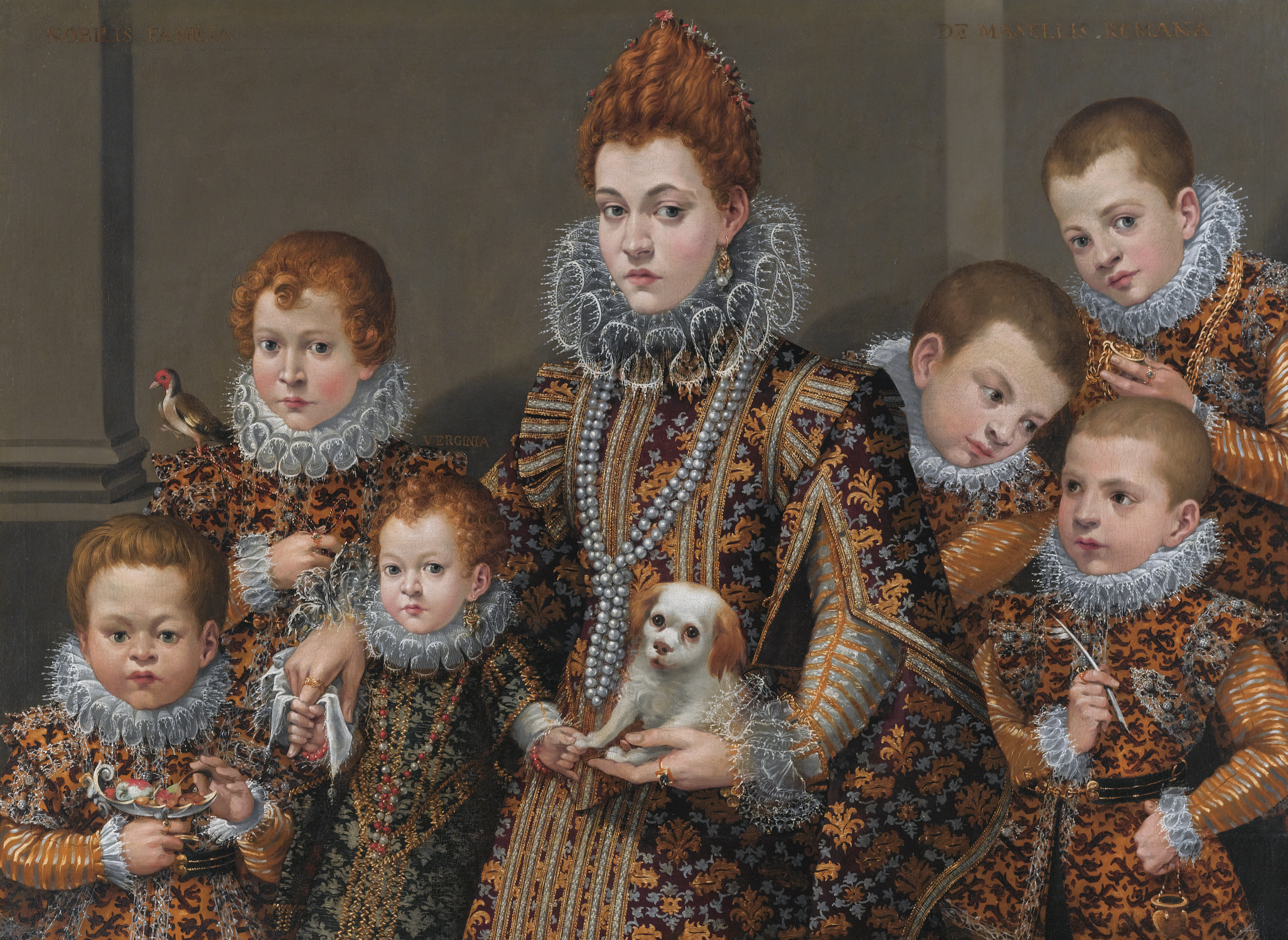
Portrait de Bianca degli Utili Maselli et de ses enfants, vers 1604-1605, San Francisco, Legion of Honor.

## Postérité
Lavinia Fontana est une artiste qui a fait l'objet de plusieurs expositions récentes. Ces dernières années les femmes artistes sont en effet davantage mises en avant, valorisées voire reconsidérées.
La vente aux enchères de l'un de ses tableaux, Portrait d'Antonietta Gonsalvus, également désigné "La Petite Fille à barbe" et dont il existe deux versions, a aussi permis de mettre en lumière le travail de l'artiste.

### Sources
- (en) Cet article est partiellement ou en totalité issu de l’article de Wikipédia en anglais intitulé « Lavinia Fontana » (voir la liste des auteurs).

- (it) Cet article est partiellement ou en totalité issu de l’article de Wikipédia en italien intitulé « Lavinia Fontana » (voir la liste des auteurs).
- { Analyse du tableau Mars et Vénus de Lavinia Fontana (1600-1610) et biographie (décembre 2019).